# Интернет Библија (књига)
 Интернет Библија (енгл. Internet Bible) је приручник америчких аутора Брајана Андердала (енгл. Brian Underdahl) и Едварда Вилета (енгл. Edward Willett), објављен 1998. године. Српско издање објавила је издавачка кућа "Микро књига" 1999. године у преводу Андона Карталовског, Милана Ђукића и Дејана Смиљанића.

## О ауторима
- Брајан Андердал

Живи и ради у планинама изнад Риноа, Невада. Пише књиге о рачунарима још од почетка осамдесетих година. Написао је или био коаутор више од 40 књига из области рачунарства.
- Едвард Вилет

Живи и ради у Реџину, провинција Саскачуан. Бави се писањем у области рачунарства, науке и научне фантастике. Пише научне рубрике за више канадских часописа и води емисију о Интернету на локалној телевизији. Написао је и два романа, а професионално се бави глумом и певањем.

## О књизи
Књига Интернет Библија поступно и прегледно открива све оно што Интернет може да понуди. Даје прегледно како да искористимо Интернет за своје личне и професионалне потребе, како да успоставимо везу, брзо пронађемо информације и објавимо сопствене презентације на Wебу.
Књига Интернет Библија у потпуности покрива област Интернета. Књига је уистину библија за свакога ко жели потпуније да користи Интернет.

## Прилог
Књига Интернет Библија садржи и Електронски извор, 1 оптички диск (CD-ROM).